# Michèle Chardonnet
Michèle Chardonnet (Tolón, Provenza-Alpes-Costa Azul, Francia, 27 de octubre de 1956) es una atleta francesa retirada, especializada en la prueba de 100 metros vallas en la que llegó a ser medallista de bronce olímpica en 1984.

## Carrera deportiva
En los JJ. OO. de Los Ángeles 1984 ganó la medalla de bronce en los 100 m vallas, con un tiempo de 13.06 segundos, llegando a la meta tras la estadounidense Benita FitzGerald, la británica Shirley Strong y empatada con otra estadounidense Kim Turner.